# Milothris
Milothris is een kevergeslacht uit de familie van de boktorren (Cerambycidae). De wetenschappelijke naam van het geslacht werd voor het eerst geldig gepubliceerd in 1835 door Dejean.

## Soorten
Milothris is monotypisch en omvat slechts de volgende soort:
- Milothris marmorea (Fabricius, 1803)